# Бамбуйка
Бамбу́йка — упразднённый посёлок в Муйском районе Бурятии. Входил в городское поселение «Посёлок Таксимо». Упразднён в 2024 году.

## География
Расположен в 85 км (по прямой) к юго-востоку от Таксимо на левобережье реки Бамбуйки, в 2 км к западу от места её впадения в Витим.

## Население
| 2002 | 2010 |
| ---- | ---- |
| 8    | ↘7   |